# Massa nominale
In chimica si definisce massa nominale di una molecola la massa molecolare di quella molecola calcolata prendendo per ogni elemento il peso dell'isotopo più abbondante in natura, approssimato alla cifra intera più vicina..
Ad esempio il peso di un atomo di idrogeno sarà 1 u, quello di un atomo di azoto 14 u, quello di un ossigeno 16 u.